# Sinapoilglucosio-colina O-sinapoiltransferasi
La sinapoilglucosio-colina O-sinapoiltransferasi è un enzima che catalizza la seguente reazione:
1-O-sinapoil-β-D-glucosio + colina ⇄ D-glucosio + sinapoilcolina

Quindi, i due substrati di questo enzima sono il 1-O-sinapoil-β-D-glucosio e la colina, mentre i due prodotti sono il D-glucosio e la sinapoilcolina (sinapina). 
Questo enzima appartiene alla famiglia dei transferasi, nello specifico i gruppi di trasferimento EC-23 che non sono gruppi amminoacidi. Il nome sistemico di questa classe di enzimi è 1-O-(4-hydroxy-3,5-dimethoxycinnamoyl)-beta-D-glucose:choline 1-O-(4-hydroxy-3,5-dimethoxycinnamoyl)transferase. Questo enzima è anche chiamato sinapine synthase.
L'enzima può essere trovato nelle reazioni del metabolismo secondario di alcune piante, come il pomodoro selvatico e l'arabidopsis. Nella arabidopsis svolge la sintesi dell'acido sinapico.                                   La sinapoilglucosio-colina O-sinapoiltransferasi e tutti gli altri membri del gruppo EC-23 hanno in comune la serina, l'acido aspartico e i residui di istidina usati nella catalisi.